# 井上博司
井上 博司（いのうえ ひろし、1932年（昭和7年） - ）は日本の釣り師、ジャーナリスト、釣具研究家、フライフィッシング研究家、フィッシング技術研究者。
日本におけるルアー、およびフライフィッシングのパイオニアであり、釣りに関する書物を多数著している。

## 人物
中央大学卒業後、報知新聞社アングラーズ・ペン・クラブに所属し疑似餌釣りの普及に貢献する。
日本バスプロ協会 (JB) 顧問、日本疑似餌連盟 (JLAA) 顧問、NPO法人日本釣り環境保全連盟理事などを歴任。

## 著作
- 『つり入門大百科』勁文社 c2001 [一部改訂] ケイブンシャの大百科（前田公雄との共著）
- 『ルアー・フィッシング : 川・湖・海でトライ 対象魚別本格テクニック 完全ガイド』大泉書店 1996.8
- 『つり入門 : つり名人の技がわかる 対象魚別つり方 完全ガイド』大泉書店 1995.6
- 『新ルアー・フィッシング』成美堂出版 1994.8 Do fishing series
- 『ブラックバス : 最新バスつり場ガイド地図満載』池田書店 1984.6 実用新書
- 『ルアーづり入門 : 図解早わかり』西東社 1981.9
- 『サーフ・キャスティング』井上博司監修、永岡書店 1981.11 スポーツチャート 10
- 『海づり入門 : カラー版 絵でわかる』有紀書房 1980
- 『海の釣り仕掛集』大泉書店 1976
- 『少年つり百科 : つりの楽しさが倍増する』秋田書店 1974.7-1975.5（川づり編、湖沼づり編、海づり編）
- 『ルアー釣り入門』大泉書店 1973
- 『投げづり入門』西東社 1972.11
- 『ルアー釣り : エサのいらないこれからの釣り』西東社 1971 アングラーシリーズ 45